# Дуплекс (шахи)
Дуплекс — один з різновидів близнюків у шаховій композиції, коли в одній і тій же позиції спочатку матують білі, а потім при зміні черговості вступного ходу матують чорні.

## Історія
Цей вид близнюків був запропонований шаховими композиторами в ХХ столітті і реалізовується в кооперативному жанрі.
В задачі не використовується жоден прийом (спосіб) для утворення нового близнюка, позиція не міняється, а лише змінюється завдання на протилежне, в одній і тій же позиції є дві гри: а) — в першому завданні чорні починають і допомагають білим оголосити мат чорному королю; б) — в другому завданні білі починають і допомагають чорним оголосити мат білому королю.
Такий вид задач-близнюків дістав назву — дуплекс.
|   | a                                                                     | b                                                                     | c                                                                     | d                                                                     | e                                                                     | f                                                                     | g                                                                     | h                                                                     |   |
| 8 | g6 білий пішак · h6 чорний король · e4 білий король · h2 чорний пішак | g6 білий пішак · h6 чорний король · e4 білий король · h2 чорний пішак | g6 білий пішак · h6 чорний король · e4 білий король · h2 чорний пішак | g6 білий пішак · h6 чорний король · e4 білий король · h2 чорний пішак | g6 білий пішак · h6 чорний король · e4 білий король · h2 чорний пішак | g6 білий пішак · h6 чорний король · e4 білий король · h2 чорний пішак | g6 білий пішак · h6 чорний король · e4 білий король · h2 чорний пішак | g6 білий пішак · h6 чорний король · e4 білий король · h2 чорний пішак | 8 |
| 7 | g6 білий пішак · h6 чорний король · e4 білий король · h2 чорний пішак | g6 білий пішак · h6 чорний король · e4 білий король · h2 чорний пішак | g6 білий пішак · h6 чорний король · e4 білий король · h2 чорний пішак | g6 білий пішак · h6 чорний король · e4 білий король · h2 чорний пішак | g6 білий пішак · h6 чорний король · e4 білий король · h2 чорний пішак | g6 білий пішак · h6 чорний король · e4 білий король · h2 чорний пішак | g6 білий пішак · h6 чорний король · e4 білий король · h2 чорний пішак | g6 білий пішак · h6 чорний король · e4 білий король · h2 чорний пішак | 7 |
| 6 | g6 білий пішак · h6 чорний король · e4 білий король · h2 чорний пішак | g6 білий пішак · h6 чорний король · e4 білий король · h2 чорний пішак | g6 білий пішак · h6 чорний король · e4 білий король · h2 чорний пішак | g6 білий пішак · h6 чорний король · e4 білий король · h2 чорний пішак | g6 білий пішак · h6 чорний король · e4 білий король · h2 чорний пішак | g6 білий пішак · h6 чорний король · e4 білий король · h2 чорний пішак | g6 білий пішак · h6 чорний король · e4 білий король · h2 чорний пішак | g6 білий пішак · h6 чорний король · e4 білий король · h2 чорний пішак | 6 |
| 5 | g6 білий пішак · h6 чорний король · e4 білий король · h2 чорний пішак | g6 білий пішак · h6 чорний король · e4 білий король · h2 чорний пішак | g6 білий пішак · h6 чорний король · e4 білий король · h2 чорний пішак | g6 білий пішак · h6 чорний король · e4 білий король · h2 чорний пішак | g6 білий пішак · h6 чорний король · e4 білий король · h2 чорний пішак | g6 білий пішак · h6 чорний король · e4 білий король · h2 чорний пішак | g6 білий пішак · h6 чорний король · e4 білий король · h2 чорний пішак | g6 білий пішак · h6 чорний король · e4 білий король · h2 чорний пішак | 5 |
| 4 | g6 білий пішак · h6 чорний король · e4 білий король · h2 чорний пішак | g6 білий пішак · h6 чорний король · e4 білий король · h2 чорний пішак | g6 білий пішак · h6 чорний король · e4 білий король · h2 чорний пішак | g6 білий пішак · h6 чорний король · e4 білий король · h2 чорний пішак | g6 білий пішак · h6 чорний король · e4 білий король · h2 чорний пішак | g6 білий пішак · h6 чорний король · e4 білий король · h2 чорний пішак | g6 білий пішак · h6 чорний король · e4 білий король · h2 чорний пішак | g6 білий пішак · h6 чорний король · e4 білий король · h2 чорний пішак | 4 |
| 3 | g6 білий пішак · h6 чорний король · e4 білий король · h2 чорний пішак | g6 білий пішак · h6 чорний король · e4 білий король · h2 чорний пішак | g6 білий пішак · h6 чорний король · e4 білий король · h2 чорний пішак | g6 білий пішак · h6 чорний король · e4 білий король · h2 чорний пішак | g6 білий пішак · h6 чорний король · e4 білий король · h2 чорний пішак | g6 білий пішак · h6 чорний король · e4 білий король · h2 чорний пішак | g6 білий пішак · h6 чорний король · e4 білий король · h2 чорний пішак | g6 білий пішак · h6 чорний король · e4 білий король · h2 чорний пішак | 3 |
| 2 | g6 білий пішак · h6 чорний король · e4 білий король · h2 чорний пішак | g6 білий пішак · h6 чорний король · e4 білий король · h2 чорний пішак | g6 білий пішак · h6 чорний король · e4 білий король · h2 чорний пішак | g6 білий пішак · h6 чорний король · e4 білий король · h2 чорний пішак | g6 білий пішак · h6 чорний король · e4 білий король · h2 чорний пішак | g6 білий пішак · h6 чорний король · e4 білий король · h2 чорний пішак | g6 білий пішак · h6 чорний король · e4 білий король · h2 чорний пішак | g6 білий пішак · h6 чорний король · e4 білий король · h2 чорний пішак | 2 |
| 1 | g6 білий пішак · h6 чорний король · e4 білий король · h2 чорний пішак | g6 білий пішак · h6 чорний король · e4 білий король · h2 чорний пішак | g6 білий пішак · h6 чорний король · e4 білий король · h2 чорний пішак | g6 білий пішак · h6 чорний король · e4 білий король · h2 чорний пішак | g6 білий пішак · h6 чорний король · e4 білий король · h2 чорний пішак | g6 білий пішак · h6 чорний король · e4 білий король · h2 чорний пішак | g6 білий пішак · h6 чорний король · e4 білий король · h2 чорний пішак | g6 білий пішак · h6 чорний король · e4 білий король · h2 чорний пішак | 1 |
|   | a                                                                     | b                                                                     | c                                                                     | d                                                                     | e                                                                     | f                                                                     | g                                                                     | h                                                                     |   |

1. Kf3   Kg5 2. Kg2 Kf4 3. Kh3 h1D#
- — - — - — -
1. h1D+  Kf5 2. Da8 g7 3. Dh8 ghD#
|   | a | b | c | d | e | f | g | h |   |
| 8 | d6 чорний король · a5 чорний слон · e4 білий король · b3 чорний слон · c3 білий слон · d1 білий слон | d6 чорний король · a5 чорний слон · e4 білий король · b3 чорний слон · c3 білий слон · d1 білий слон | d6 чорний король · a5 чорний слон · e4 білий король · b3 чорний слон · c3 білий слон · d1 білий слон | d6 чорний король · a5 чорний слон · e4 білий король · b3 чорний слон · c3 білий слон · d1 білий слон | d6 чорний король · a5 чорний слон · e4 білий король · b3 чорний слон · c3 білий слон · d1 білий слон | d6 чорний король · a5 чорний слон · e4 білий король · b3 чорний слон · c3 білий слон · d1 білий слон | d6 чорний король · a5 чорний слон · e4 білий король · b3 чорний слон · c3 білий слон · d1 білий слон | d6 чорний король · a5 чорний слон · e4 білий король · b3 чорний слон · c3 білий слон · d1 білий слон | 8 |
| 7 | d6 чорний король · a5 чорний слон · e4 білий король · b3 чорний слон · c3 білий слон · d1 білий слон | d6 чорний король · a5 чорний слон · e4 білий король · b3 чорний слон · c3 білий слон · d1 білий слон | d6 чорний король · a5 чорний слон · e4 білий король · b3 чорний слон · c3 білий слон · d1 білий слон | d6 чорний король · a5 чорний слон · e4 білий король · b3 чорний слон · c3 білий слон · d1 білий слон | d6 чорний король · a5 чорний слон · e4 білий король · b3 чорний слон · c3 білий слон · d1 білий слон | d6 чорний король · a5 чорний слон · e4 білий король · b3 чорний слон · c3 білий слон · d1 білий слон | d6 чорний король · a5 чорний слон · e4 білий король · b3 чорний слон · c3 білий слон · d1 білий слон | d6 чорний король · a5 чорний слон · e4 білий король · b3 чорний слон · c3 білий слон · d1 білий слон | 7 |
| 6 | d6 чорний король · a5 чорний слон · e4 білий король · b3 чорний слон · c3 білий слон · d1 білий слон | d6 чорний король · a5 чорний слон · e4 білий король · b3 чорний слон · c3 білий слон · d1 білий слон | d6 чорний король · a5 чорний слон · e4 білий король · b3 чорний слон · c3 білий слон · d1 білий слон | d6 чорний король · a5 чорний слон · e4 білий король · b3 чорний слон · c3 білий слон · d1 білий слон | d6 чорний король · a5 чорний слон · e4 білий король · b3 чорний слон · c3 білий слон · d1 білий слон | d6 чорний король · a5 чорний слон · e4 білий король · b3 чорний слон · c3 білий слон · d1 білий слон | d6 чорний король · a5 чорний слон · e4 білий король · b3 чорний слон · c3 білий слон · d1 білий слон | d6 чорний король · a5 чорний слон · e4 білий король · b3 чорний слон · c3 білий слон · d1 білий слон | 6 |
| 5 | d6 чорний король · a5 чорний слон · e4 білий король · b3 чорний слон · c3 білий слон · d1 білий слон | d6 чорний король · a5 чорний слон · e4 білий король · b3 чорний слон · c3 білий слон · d1 білий слон | d6 чорний король · a5 чорний слон · e4 білий король · b3 чорний слон · c3 білий слон · d1 білий слон | d6 чорний король · a5 чорний слон · e4 білий король · b3 чорний слон · c3 білий слон · d1 білий слон | d6 чорний король · a5 чорний слон · e4 білий король · b3 чорний слон · c3 білий слон · d1 білий слон | d6 чорний король · a5 чорний слон · e4 білий король · b3 чорний слон · c3 білий слон · d1 білий слон | d6 чорний король · a5 чорний слон · e4 білий король · b3 чорний слон · c3 білий слон · d1 білий слон | d6 чорний король · a5 чорний слон · e4 білий король · b3 чорний слон · c3 білий слон · d1 білий слон | 5 |
| 4 | d6 чорний король · a5 чорний слон · e4 білий король · b3 чорний слон · c3 білий слон · d1 білий слон | d6 чорний король · a5 чорний слон · e4 білий король · b3 чорний слон · c3 білий слон · d1 білий слон | d6 чорний король · a5 чорний слон · e4 білий король · b3 чорний слон · c3 білий слон · d1 білий слон | d6 чорний король · a5 чорний слон · e4 білий король · b3 чорний слон · c3 білий слон · d1 білий слон | d6 чорний король · a5 чорний слон · e4 білий король · b3 чорний слон · c3 білий слон · d1 білий слон | d6 чорний король · a5 чорний слон · e4 білий король · b3 чорний слон · c3 білий слон · d1 білий слон | d6 чорний король · a5 чорний слон · e4 білий король · b3 чорний слон · c3 білий слон · d1 білий слон | d6 чорний король · a5 чорний слон · e4 білий король · b3 чорний слон · c3 білий слон · d1 білий слон | 4 |
| 3 | d6 чорний король · a5 чорний слон · e4 білий король · b3 чорний слон · c3 білий слон · d1 білий слон | d6 чорний король · a5 чорний слон · e4 білий король · b3 чорний слон · c3 білий слон · d1 білий слон | d6 чорний король · a5 чорний слон · e4 білий король · b3 чорний слон · c3 білий слон · d1 білий слон | d6 чорний король · a5 чорний слон · e4 білий король · b3 чорний слон · c3 білий слон · d1 білий слон | d6 чорний король · a5 чорний слон · e4 білий король · b3 чорний слон · c3 білий слон · d1 білий слон | d6 чорний король · a5 чорний слон · e4 білий король · b3 чорний слон · c3 білий слон · d1 білий слон | d6 чорний король · a5 чорний слон · e4 білий король · b3 чорний слон · c3 білий слон · d1 білий слон | d6 чорний король · a5 чорний слон · e4 білий король · b3 чорний слон · c3 білий слон · d1 білий слон | 3 |
| 2 | d6 чорний король · a5 чорний слон · e4 білий король · b3 чорний слон · c3 білий слон · d1 білий слон | d6 чорний король · a5 чорний слон · e4 білий король · b3 чорний слон · c3 білий слон · d1 білий слон | d6 чорний король · a5 чорний слон · e4 білий король · b3 чорний слон · c3 білий слон · d1 білий слон | d6 чорний король · a5 чорний слон · e4 білий король · b3 чорний слон · c3 білий слон · d1 білий слон | d6 чорний король · a5 чорний слон · e4 білий король · b3 чорний слон · c3 білий слон · d1 білий слон | d6 чорний король · a5 чорний слон · e4 білий король · b3 чорний слон · c3 білий слон · d1 білий слон | d6 чорний король · a5 чорний слон · e4 білий король · b3 чорний слон · c3 білий слон · d1 білий слон | d6 чорний король · a5 чорний слон · e4 білий король · b3 чорний слон · c3 білий слон · d1 білий слон | 2 |
| 1 | d6 чорний король · a5 чорний слон · e4 білий король · b3 чорний слон · c3 білий слон · d1 білий слон | d6 чорний король · a5 чорний слон · e4 білий король · b3 чорний слон · c3 білий слон · d1 білий слон | d6 чорний король · a5 чорний слон · e4 білий король · b3 чорний слон · c3 білий слон · d1 білий слон | d6 чорний король · a5 чорний слон · e4 білий король · b3 чорний слон · c3 білий слон · d1 білий слон | d6 чорний король · a5 чорний слон · e4 білий король · b3 чорний слон · c3 білий слон · d1 білий слон | d6 чорний король · a5 чорний слон · e4 білий король · b3 чорний слон · c3 білий слон · d1 білий слон | d6 чорний король · a5 чорний слон · e4 білий король · b3 чорний слон · c3 білий слон · d1 білий слон | d6 чорний король · a5 чорний слон · e4 білий король · b3 чорний слон · c3 білий слон · d1 білий слон | 1 |
|   | a | b | c | d | e | f | g | h |   |

b) e4 → f5, c)=b d6 → e7
a) 1. Le6 La4 2. Lc7 Lb4#
       - — - — - — -
     1. Ld4 Ld2 2. Lf3 Lc2#
b) 1. Ld5 La4 2. Lc7 Lb4#
       - — - — - — -
     1. Lf6 Ld2 2. Lg4 Lc2#
c) 1. Lf7 La4 2. Ld8 Lb4#
       - — - — - — -
     1. Le5 Ld2 2. Lg4 Lc2#

## З ілюзорною грою
Це дуже рідкісна форма дуплекса, коли є ілюзорна гра в кожній фазі.
|   | a | b | c | d | e | f | g | h |   |
| 8 | c8 білий король · d8 білий ферзь · g8 чорна тура · h8 чорний король · d7 білий пішак · f6 чорний кінь | c8 білий король · d8 білий ферзь · g8 чорна тура · h8 чорний король · d7 білий пішак · f6 чорний кінь | c8 білий король · d8 білий ферзь · g8 чорна тура · h8 чорний король · d7 білий пішак · f6 чорний кінь | c8 білий король · d8 білий ферзь · g8 чорна тура · h8 чорний король · d7 білий пішак · f6 чорний кінь | c8 білий король · d8 білий ферзь · g8 чорна тура · h8 чорний король · d7 білий пішак · f6 чорний кінь | c8 білий король · d8 білий ферзь · g8 чорна тура · h8 чорний король · d7 білий пішак · f6 чорний кінь | c8 білий король · d8 білий ферзь · g8 чорна тура · h8 чорний король · d7 білий пішак · f6 чорний кінь | c8 білий король · d8 білий ферзь · g8 чорна тура · h8 чорний король · d7 білий пішак · f6 чорний кінь | 8 |
| 7 | c8 білий король · d8 білий ферзь · g8 чорна тура · h8 чорний король · d7 білий пішак · f6 чорний кінь | c8 білий король · d8 білий ферзь · g8 чорна тура · h8 чорний король · d7 білий пішак · f6 чорний кінь | c8 білий король · d8 білий ферзь · g8 чорна тура · h8 чорний король · d7 білий пішак · f6 чорний кінь | c8 білий король · d8 білий ферзь · g8 чорна тура · h8 чорний король · d7 білий пішак · f6 чорний кінь | c8 білий король · d8 білий ферзь · g8 чорна тура · h8 чорний король · d7 білий пішак · f6 чорний кінь | c8 білий король · d8 білий ферзь · g8 чорна тура · h8 чорний король · d7 білий пішак · f6 чорний кінь | c8 білий король · d8 білий ферзь · g8 чорна тура · h8 чорний король · d7 білий пішак · f6 чорний кінь | c8 білий король · d8 білий ферзь · g8 чорна тура · h8 чорний король · d7 білий пішак · f6 чорний кінь | 7 |
| 6 | c8 білий король · d8 білий ферзь · g8 чорна тура · h8 чорний король · d7 білий пішак · f6 чорний кінь | c8 білий король · d8 білий ферзь · g8 чорна тура · h8 чорний король · d7 білий пішак · f6 чорний кінь | c8 білий король · d8 білий ферзь · g8 чорна тура · h8 чорний король · d7 білий пішак · f6 чорний кінь | c8 білий король · d8 білий ферзь · g8 чорна тура · h8 чорний король · d7 білий пішак · f6 чорний кінь | c8 білий король · d8 білий ферзь · g8 чорна тура · h8 чорний король · d7 білий пішак · f6 чорний кінь | c8 білий король · d8 білий ферзь · g8 чорна тура · h8 чорний король · d7 білий пішак · f6 чорний кінь | c8 білий король · d8 білий ферзь · g8 чорна тура · h8 чорний король · d7 білий пішак · f6 чорний кінь | c8 білий король · d8 білий ферзь · g8 чорна тура · h8 чорний король · d7 білий пішак · f6 чорний кінь | 6 |
| 5 | c8 білий король · d8 білий ферзь · g8 чорна тура · h8 чорний король · d7 білий пішак · f6 чорний кінь | c8 білий король · d8 білий ферзь · g8 чорна тура · h8 чорний король · d7 білий пішак · f6 чорний кінь | c8 білий король · d8 білий ферзь · g8 чорна тура · h8 чорний король · d7 білий пішак · f6 чорний кінь | c8 білий король · d8 білий ферзь · g8 чорна тура · h8 чорний король · d7 білий пішак · f6 чорний кінь | c8 білий король · d8 білий ферзь · g8 чорна тура · h8 чорний король · d7 білий пішак · f6 чорний кінь | c8 білий король · d8 білий ферзь · g8 чорна тура · h8 чорний король · d7 білий пішак · f6 чорний кінь | c8 білий король · d8 білий ферзь · g8 чорна тура · h8 чорний король · d7 білий пішак · f6 чорний кінь | c8 білий король · d8 білий ферзь · g8 чорна тура · h8 чорний король · d7 білий пішак · f6 чорний кінь | 5 |
| 4 | c8 білий король · d8 білий ферзь · g8 чорна тура · h8 чорний король · d7 білий пішак · f6 чорний кінь | c8 білий король · d8 білий ферзь · g8 чорна тура · h8 чорний король · d7 білий пішак · f6 чорний кінь | c8 білий король · d8 білий ферзь · g8 чорна тура · h8 чорний король · d7 білий пішак · f6 чорний кінь | c8 білий король · d8 білий ферзь · g8 чорна тура · h8 чорний король · d7 білий пішак · f6 чорний кінь | c8 білий король · d8 білий ферзь · g8 чорна тура · h8 чорний король · d7 білий пішак · f6 чорний кінь | c8 білий король · d8 білий ферзь · g8 чорна тура · h8 чорний король · d7 білий пішак · f6 чорний кінь | c8 білий король · d8 білий ферзь · g8 чорна тура · h8 чорний король · d7 білий пішак · f6 чорний кінь | c8 білий король · d8 білий ферзь · g8 чорна тура · h8 чорний король · d7 білий пішак · f6 чорний кінь | 4 |
| 3 | c8 білий король · d8 білий ферзь · g8 чорна тура · h8 чорний король · d7 білий пішак · f6 чорний кінь | c8 білий король · d8 білий ферзь · g8 чорна тура · h8 чорний король · d7 білий пішак · f6 чорний кінь | c8 білий король · d8 білий ферзь · g8 чорна тура · h8 чорний король · d7 білий пішак · f6 чорний кінь | c8 білий король · d8 білий ферзь · g8 чорна тура · h8 чорний король · d7 білий пішак · f6 чорний кінь | c8 білий король · d8 білий ферзь · g8 чорна тура · h8 чорний король · d7 білий пішак · f6 чорний кінь | c8 білий король · d8 білий ферзь · g8 чорна тура · h8 чорний король · d7 білий пішак · f6 чорний кінь | c8 білий король · d8 білий ферзь · g8 чорна тура · h8 чорний король · d7 білий пішак · f6 чорний кінь | c8 білий король · d8 білий ферзь · g8 чорна тура · h8 чорний король · d7 білий пішак · f6 чорний кінь | 3 |
| 2 | c8 білий король · d8 білий ферзь · g8 чорна тура · h8 чорний король · d7 білий пішак · f6 чорний кінь | c8 білий король · d8 білий ферзь · g8 чорна тура · h8 чорний король · d7 білий пішак · f6 чорний кінь | c8 білий король · d8 білий ферзь · g8 чорна тура · h8 чорний король · d7 білий пішак · f6 чорний кінь | c8 білий король · d8 білий ферзь · g8 чорна тура · h8 чорний король · d7 білий пішак · f6 чорний кінь | c8 білий король · d8 білий ферзь · g8 чорна тура · h8 чорний король · d7 білий пішак · f6 чорний кінь | c8 білий король · d8 білий ферзь · g8 чорна тура · h8 чорний король · d7 білий пішак · f6 чорний кінь | c8 білий король · d8 білий ферзь · g8 чорна тура · h8 чорний король · d7 білий пішак · f6 чорний кінь | c8 білий король · d8 білий ферзь · g8 чорна тура · h8 чорний король · d7 білий пішак · f6 чорний кінь | 2 |
| 1 | c8 білий король · d8 білий ферзь · g8 чорна тура · h8 чорний король · d7 білий пішак · f6 чорний кінь | c8 білий король · d8 білий ферзь · g8 чорна тура · h8 чорний король · d7 білий пішак · f6 чорний кінь | c8 білий король · d8 білий ферзь · g8 чорна тура · h8 чорний король · d7 білий пішак · f6 чорний кінь | c8 білий король · d8 білий ферзь · g8 чорна тура · h8 чорний король · d7 білий пішак · f6 чорний кінь | c8 білий король · d8 білий ферзь · g8 чорна тура · h8 чорний король · d7 білий пішак · f6 чорний кінь | c8 білий король · d8 білий ферзь · g8 чорна тура · h8 чорний король · d7 білий пішак · f6 чорний кінь | c8 білий король · d8 білий ферзь · g8 чорна тура · h8 чорний король · d7 білий пішак · f6 чорний кінь | c8 білий король · d8 білий ферзь · g8 чорна тура · h8 чорний король · d7 білий пішак · f6 чорний кінь | 1 |
|   | a | b | c | d | e | f | g | h |   |

1. ... Df8 2. Se8 Dh6#
1. Te8 deD+ 2. Sg8 D:g8#
- — - — - — -
1. ... Se8 2. Dc7 Sd6#
1. Df8 Sd5 2. Kd8 T:f8 #
В книзі Марка Басистого «Словарь терминов шахматной композиции» приводиться ця задача і вказується, що відмічена 1-м почесним відгуком. В книзі Якова Владімірова «1000 шахматных загадок» вказано, що ця задача відмічена 1-м призом. 